# دهومافاتي
دهومافاتي (بالسنسكريتية: धूमावती)‏، (بالإنجليزية: Dhumavati)‏، هي واحدة من المهافديا، وهُنَّ مجموعة من عشرة إلهاتٍ تانترية في الهندوسية. إنَّها تمثل جانب ماهاديفي المُرعب، الإلهة العليا في التقاليد الهندوسية مثل الشاكتية. غالبا ما تُصور على أنها أرملة عجوز قبيحة، وترتبط بأشياء تعتبر مشؤومة وغير مُريحة في الهندوسية، مثل الغراب وفترة تشاتورماس. وغالبا ما تصور الإلهة وهي تحمل سلة التذرية على عربة بلا أحصنة أو تركب غرابا، عادة في أرض حرق الجثث.
وبصفتها إلهة الفقر والإحباط واليأس، تربطها الباحثة دانيلو بنيريتي، إلهة المرض والبؤس، وألاكشمي، إلهة سوء الحظ والفقر. وتوصف بأنها ذات بشرة سوداء وترتدي الحلي المصنوعة من الثعابين. ثوبها مصنوع من خرق مأخوذة من أراضي حرق الجثث. وتحمل رمحا وكأس جمجمة (كابالا) في يديها.